# Equal Pay Day

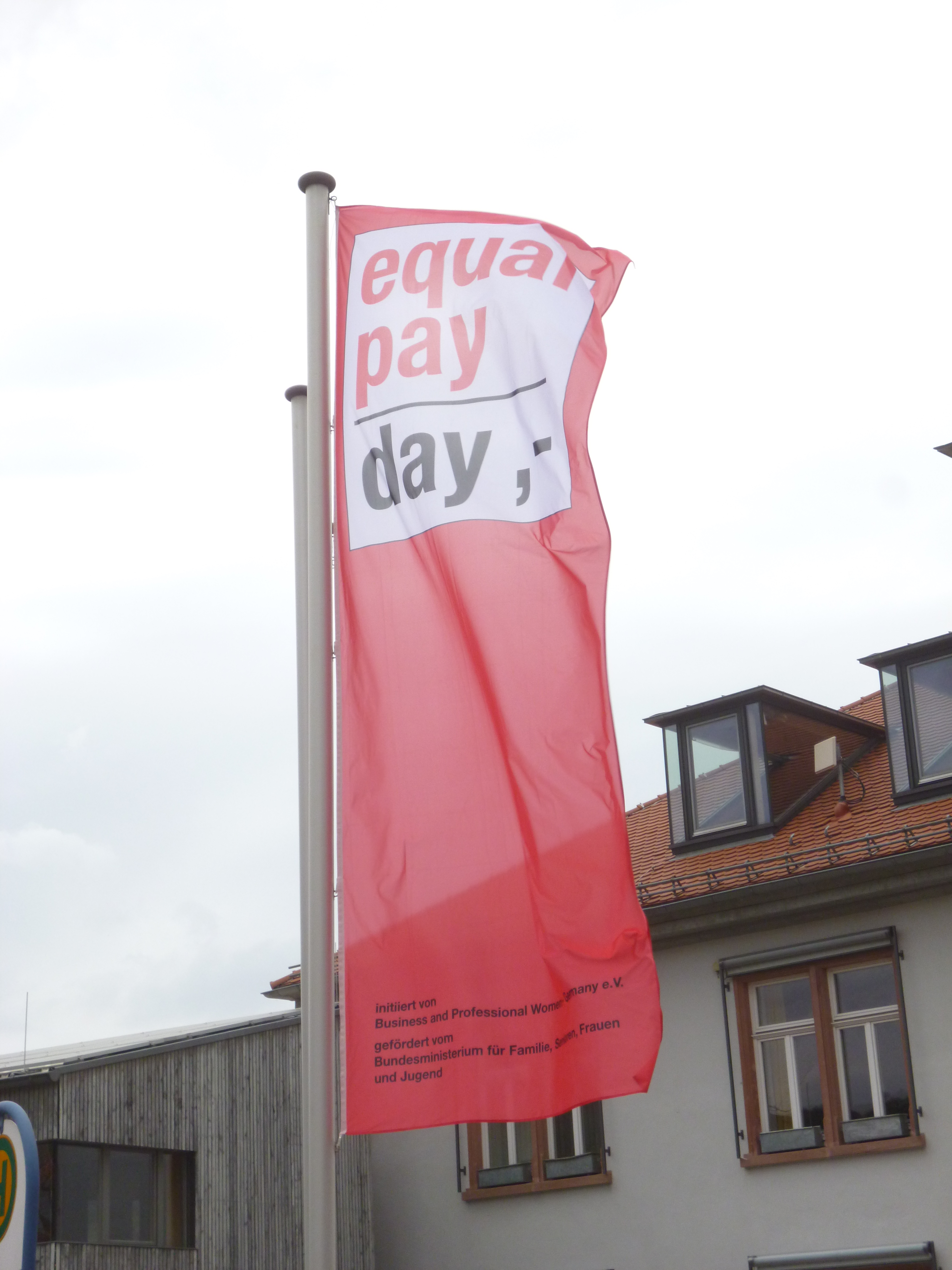
Flagge zum Equal Pay Day am 21. März 2014 in Alsbach (Hessen, Deutschland)

Der Equal Pay Day (kurz EPD; deutsch Tag der gleichen Bezahlung), der internationale Aktionstag für Entgeltgleichheit zwischen Frauen und Männern, macht auf den bestehenden Gender-Pay-Gap aufmerksam und wird in zahlreichen Ländern an unterschiedlichen Tagen begangen. Der Aktionstag markiert symbolisch die Lohnlücke zwischen Frauen und Männern. So entspricht eine durchschnittliche unbereinigte Entgeltdifferenz von 21 Prozent einem Zeitraum von 77 Kalendertagen im Jahr.
Üblicherweise kennzeichnet er in den verschiedenen Ländern rechnerisch den Tag, bis zu dem oder ab dem Frauen unentgeltlich arbeiten würden, wenn sie ab oder bis zu dem Tag (gesamtgesellschaftlich) die gleiche Lohnsumme wie die Männer bekämen. 2023 wurde der Equal Pay Day in Österreich am 14. Februar 2024 und 2024 in der Schweiz am 15. Februar 2025 und in Deutschland am 7. März 2025 begangen. Der „bereinigte Gender-Pay-Gap“, der auf der Basis vergleichbarer Tätigkeiten und Qualifikationen ermittelt wird, lag in Deutschland bei zwei bis sieben Prozent.

## Entstehung
Der „Tag für gleiche Bezahlung“ hat seinen Ursprung in den USA. Der Equal Pay Day wurde dort 1966 vom „National Committee on Pay Equity“ (NCPE) ins Leben gerufen. Das NCPE ist ein Zusammenschluss von amerikanischen Frauen- und Bürgerrechtsorganisationen, von Gewerkschaften sowie religiösen und beruflichen Vereinigungen, der das Ziel hat, auf die ungleiche Bezahlung zwischen Männern und Frauen, insbesondere auch afroamerikanischen Frauen, hinzuweisen und die Lohnkluft zu beseitigen. 1963, als in den Vereinigten Staaten der Equal Pay Act (Gesetz zur gleichen Bezahlung) unterzeichnet wurde, bekamen Frauen im Schnitt nur 59 Cent, während Männer einen Dollar erhielten. Alljährlich machen seit 1966 zehntausende Frauen und Männer in den Vereinigten Staaten am EPD mit verschiedensten Aktionen auf den Lohnunterschied aufmerksam.

## Equal Pay Day in einzelnen Ländern
Der Equal Pay Day findet mittlerweile in 23 europäischen Ländern statt: Unter anderem beteiligen sich Belgien, Deutschland, Frankreich, Großbritannien, Irland, Italien, Niederlande, Österreich, Polen, Rumänien, Schweiz, Spanien, Schweden, Tschechien. Auch in den Vereinigten Staaten, Australien und Neuseeland wird der Aktionstag begangen. 2011 hat die Europäische Kommission den Europäischen Equal Pay Day ins Leben gerufen, der seither jährlich begangen wird. 2015 fand der Aktionstag am 2. November statt.

### Belgien
In Belgien legten am 16. Februar 1966 in Herstal rund 3.800 Frauen ohne Vorwarnung die Arbeit nieder und riefen zu einem eintägigen Streik auf, der sich dann auf 12 Wochen ausweitete. Ihr Protest richtete sich gegen die unwürdigen Bedingungen am Arbeitsplatz und gegen die ungleiche Bezahlung. Zur damaligen Zeit bekamen die Frauen rund 25 Prozent weniger als ihre männlichen Kollegen. 2005 rief die Frauenbewegung zij-kant gemeinsam mit ABVV Women den ersten belgischen Equal Pay Day nach amerikanischem Vorbild ins Leben. 2016 war der Equal Pay Day am 13. März.

### Deutschland

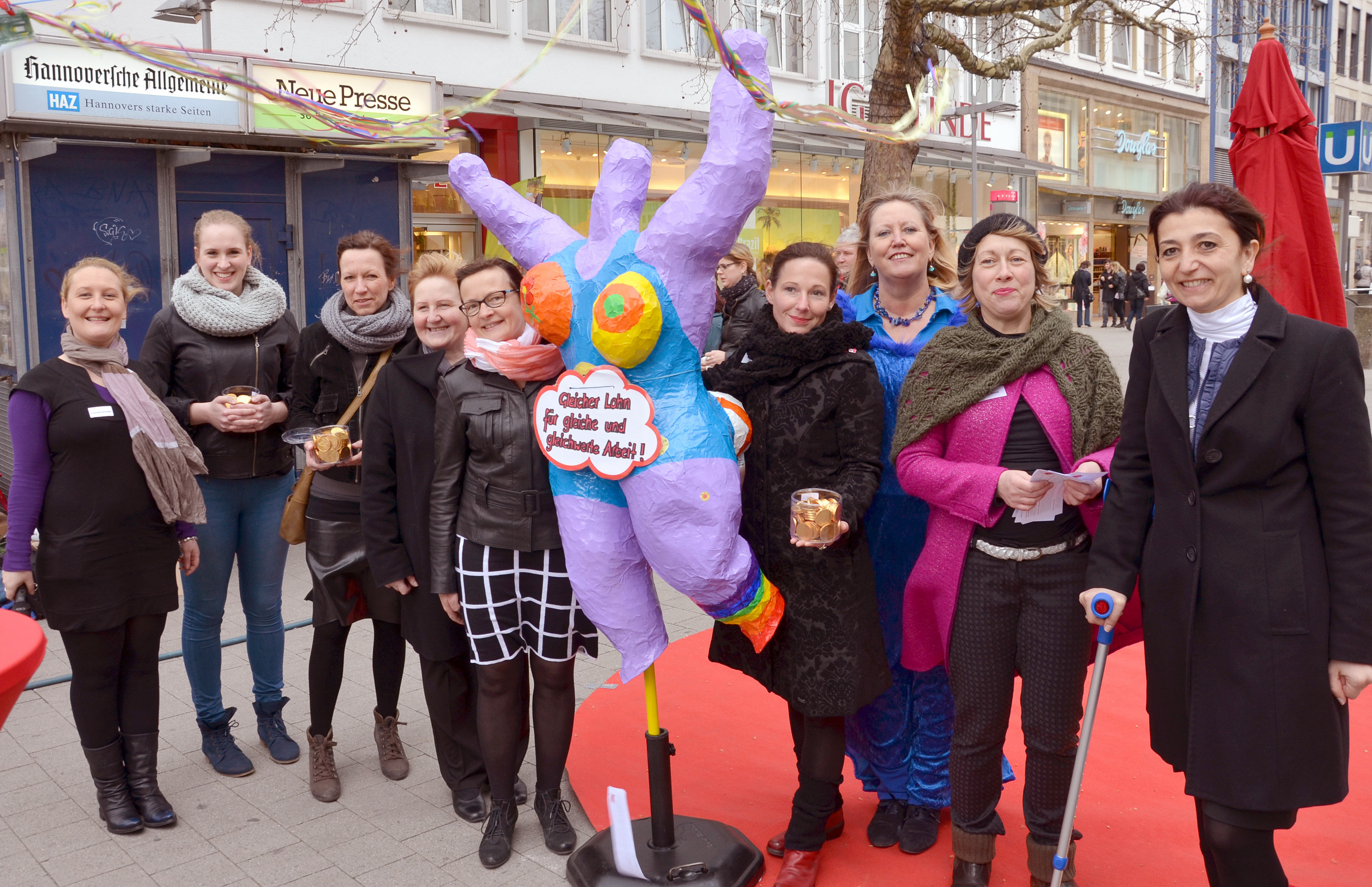
Ein Bündnis aus Niedersachsen am Equal Pay Day 2014 in Hannover

#### Entwicklung
Die Business and Professional Women USA, eine Mitgliedsorganisation des NCPE, initiierten 1988 die „Red Purse Campaign“, um mit einer roten Tasche auf die bestehenden Entgeltunterschiede hinzuweisen. Diesen Gedanken griff 2007 das Frauen-Berufsnetzwerk Business and Professional Women (BPW) Germany e. V. auf und startete die „Initiative Rote Tasche“. Weitere Verbände folgten wie z. B. die webgrrls.de mit dem Weblog Rote Taschen. Die roten Taschen stehen für „rote Zahlen“ und dafür, dass Frauen „weniger in der Tasche“ haben als Männer.
Aus dieser Kampagne entwickelte sich die Idee zur Einführung des Equal Pay Day in Deutschland, der 2008 auf Initiative des BPW in Deutschland erstmals durchgeführt wurde. Von Anfang an unterstützte das Bundesministerium für Familie, Senioren, Frauen und Jugend den Equal Pay Day mit Fördermitteln und beauftragte den BPW mit dessen Durchführung.

#### Datum
| Jahr | Equal Pay Day |
| ---- | ------------- |
| 2009 | 20. März      |
| 2010 | 26. März      |
| 2011 | 25. März      |
| 2012 | 23. März      |
| 2013 | 21. März      |
| 2014 | 21. März      |
| 2015 | 19. März      |
| 2016 | 19. März      |
| 2017 | 18. März      |
| 2018 | 18. März      |
| 2019 | 18. März      |
| 2020 | 17. März      |
| 2021 | 10. März      |
| 2022 | 7. März       |
| 2023 | 7. März       |
| 2024 | 6. März       |
| 2025 | 7. März       |

Der erste Equal Pay Day in Deutschland fand am 15. April 2008 auf Initiative von Bettina Schleicher des BPW statt. Das Berufs-Frauennetzwerk übernahm damit zunächst das in Amerika festgelegte Datum für den Aktionstag. 2009 entschied man sich dafür, den Tag anhand der aktuellen Zahlen zum Entgeltunterschied von Frauen und Männern zu errechnen. In Deutschland errechnet sich das Datum des Equal Pay Day seit 2009 nach folgender Formel: 365 Tage mal statistisch aktuell ermitteltem Entgeltunterschied in Prozent. Damit steht der Equal Pay Day für den Tag, bis zu dem Frauen umsonst arbeiten, während Männer schon ab dem 1. Januar für ihre Arbeit bezahlt werden.
In verschiedenen Medienberichten wurde wiederholt darauf aufmerksam gemacht, dass diese Art der Berechnung falsch ist, sofern der Aktionstag den Tag im Folgejahr markieren soll, bis zu dem Frauen weiterarbeiten müssten, um zusammen mit dem vergangenen Jahr den Verdienst zu erarbeiten, den Männer nur im vergangenen Jahr verdient haben. Bei dieser Rechnung müsste der Aktionstag im April liegen: Sofern Frauen tatsächlich 22 Prozent weniger als Männer verdienen, müssten sie 28,2 Prozent mehr verdienen beziehungsweise arbeiten, um auf denselben Verdienst zu kommen. Korrekt – wie von der Initiative angegeben – gibt der Tag den Zeitpunkt im Jahr an, „bis zu dem Frauen umsonst arbeiten, während Männer schon seit dem 1. Januar für ihre Arbeit bezahlt werden“.
2022 fand der Equal Pay Day am 7. März unter dem Motto „Equal 4.0 – gerechte Bezahlung in der digitalen Arbeitswelt“ statt.

#### Ziele in Deutschland
Ziel des Equal Pay Day in Deutschland ist es, über den Gender-Pay-Gap und seine Ursachen aufzuklären, die vielfältigen Ursachen von Entgeltunterschieden anzugehen, Aktionspartner zu mobilisieren, um damit langfristig die geschlechtsspezifische Entgeltungleichheit abzubauen. Weil es darum geht, sämtliche Ursachen und Folgen des Verdienstunterschiedes aufzuzeigen, bezieht sich der Aktionstag auf den unbereinigten Gender-Pay-Gap des Statistischen Bundesamts. Der Aktionstag war 2010 Teil der Strategie der Bundesregierung, Lohnunterschiede bis 2020 auf 10 Prozent zu senken.

#### Forum Equal Pay Day
Von 2009 bis 2011 wurde der deutsche Aktionstag von einem nationalen Aktionsbündnis unter der Federführung des BPW Germany durchgeführt. Zum Aktionsbündnis gehörten neben dem BPW Germany die Bundesarbeitsgemeinschaft der kommunalen Frauenbüros und Gleichstellungsstellen (BAG), die Bundesvereinigung der Deutschen Arbeitgeberverbände (BDA), der Deutsche Frauenrat (DF) und der Verband deutscher Unternehmerinnen (VdU). Im September 2011 eröffneten die Business and Professional Women (BPW) Germany das Forum Equal Pay Day in Berlin, um die Initiative des Equal Pay Day über den Aktionstag hinaus durch ein ganzjähriges Engagement zu stärken. Das Forum Equal Pay Day stellt Leitfäden für Veranstaltungen, Werbemittel und Informationsmaterial zum jeweiligen Schwerpunktthema bereit. Das Forum Equal Pay Day ergänzt den Aktionstag durch Informationsveranstaltungen im Vorfeld des Equal Pay Day zum aktuellen Themenschwerpunkt und ist damit die offizielle Anlaufstelle in Sachen Entgeltungleichheit in Deutschland und wird vom Bundesministerium für Familie, Senioren, Frauen und Jugend unterstützt.

### Frankreich
In Frankreich wurde der EPD von den Business and Professional Women (BPW) France initiiert und fand 2009 erstmals statt.

### Großbritannien
In Großbritannien wird der EPD von der Fawcett Society organisiert.

### Österreich
| Jahr | EPD Frühjahr | EPD Herbst    |
| ---- | ------------ | ------------- |
| 2009 | 16. April    |               |
| 2010 | 13. April    | 29. September |
| 2011 | 13. April    | 4. Oktober    |
| 2012 | 5. April     | 6. Oktober    |
| 2013 | 5. April     | 8. Oktober    |
| 2014 | 19. März     | 10. Oktober   |
| 2015 | 31. März     | 10. Oktober   |
| 2016 | 10. März     | 11. Oktober   |
| 2017 | 4. März      | 13. Oktober   |
| 2018 | 27. Februar  | 20. Oktober   |
| 2019 | 26. Februar  | 21. Oktober   |
| 2020 | 25. Februar  | 22. Oktober   |
| 2021 | 21. Februar  | 25. Oktober   |
| 2022 | 15. Februar  | 30. Oktober   |
| 2023 | 16. Februar  | 31. Oktober   |
| 2024 | 14. Februar  | 31. Oktober   |

In Österreich finden beide Equal Pay Days (EPD) statt, sowohl jener im Frühjahr, als auch jener im Herbst. Im Frühjahr erinnert das Frauennetzwerk Business and Professional Women (BPW) an jenen Tag, bis zu dem Frauen über ein Kalenderjahr hinaus arbeiten müssen, damit sie gleich viel wie Männer verdienen. Am Equal Pay Day im Herbst mahnt der Frauenausschusses des österreichischen Städtebundes jenen Tag im Jahr ein, ab dem Frauen in Österreich 'gratis' arbeiten. Männer haben bis zum EPD im Herbst bereits so viel verdient, wie Frauen erst zum Jahresende. Verglichen werden Vollzeitarbeitsverhältnisse. BPWs und die Frauenbüros der österreichischen Städte weisen in  Österreich seit 2009 auf die Einkommensungerechtigkeit hin.
2016 fand der österreichische Equal Pay Day am 10. März statt. Das bedeutet, dass Frauen rund 18 Prozent weniger verdienen als Männer.

### Schweiz
2009 wurde von Business and Professional Women BPW Switzerland der erste Equal Pay Day ins Leben gerufen. In verschiedenen Städten in der ganzen Schweiz werden an diesem Tag an Informationsständen die roten Equal-Pay-Day-Taschen verteilt, Podiumsdiskussionen durchgeführt oder es wird mit Strassenaktionen die breite Bevölkerung für das Thema Lohngleichheit sensibilisiert. Frauen sollen ermutigt werden, ihren Lohn besser zu verhandeln und Männer sollen erkennen, dass auch sie ein Interesse an einem gleichen Lohn für gleiche Leistung haben. Seit 2009 wurden 250 Aktionen in 50 Städten organisiert, darunter 70 Debatten, 120 Taschenverteilungen, viele kreative Anlässe.
Um zur demokratischen Debatte mit Tatsachen und fundierten Zahlen beizutragen, veröffentlichen BPW Switzerland ein Argumentarium zur Lohngleichheit auf Deutsch, Französisch und Italienisch.
Die Aktion von BPW und anderen Akteuren zeigte auch politische Konsequenzen. Der Bundesrat hat die Änderung des Gleichstellungsgesetzes zur besseren Durchsetzung der Lohngleichheit auf den 1. Juli 2020 in Kraft gesetzt. Unternehmen mit 100 oder mehr Angestellten müssen die erste betriebsinterne Lohngleichheitsanalyse bis spätestens Ende Juni 2021 durchführen und damit zu einer gesunden Lohnpolitik verpflichtet werden. Ein erster Schritt zum Ziel Lohngleichheit wurde erreicht.
Die Geschichte des Equal Pay Days in der Schweiz wurde als E-Book auf Französisch veröffentlicht: Equal Pay Day. Elles se sont levées pour l’égalité salariale en Suisse.
2015 wurde die Wanderausstellung Lohnmobil ins Leben gerufen, welche bis auf Weiteres in verschiedenen Städten auf die Lohnungleichheit zwischen Frauen und Männern aufmerksam macht. Die Ausstellung ist ein Projekt der Konferenz Chancengleichheit Ostschweiz und Liechtenstein und wird vom Eidgenössischen Büro für die Gleichstellung von Frau und Mann unterstützt. Das Lohnmobil wurde am 30. März 2015 durch Bundesrat Alain Berset in St. Gallen feierlich eröffnet.
2009 war der Equal Pay Day in der Schweiz am 11. März. 2021 fand der Equal Pay Day am 20. Februar statt.

## Publikationen

### Europäische Union
- Europäische Kommission (Hrsg.): Bericht zur Gleichstellung von Frauen und Männern 2015. 2015
- Europäische Kommission (Hrsg.): Die Bekämpfung des geschlechtsspezifischen Lohngefälles in der Europäischen Union. 2014

### Deutschland
- Juliane Achatz u. a.: Arbeit, Entlohnung und Gleichstellung in der Privatwirtschaft (= Forschung aus der Hans-Böckler-Stiftung, Band 110). edition Sigma, Berlin 2010, ISBN 978-3-8360-8710-0.
- Jutta Allmendinger: Frauen auf dem Sprung. Wie junge Frauen heute leben wollen. Die Brigitte-Studie. Pantheon, München 2009, ISBN 978-3-570-55126-4.
  - Auch in: Schriftenreihe, Band 1024, Bundeszentrale für Politische Bildung (bpb), Bonn 2009, ISBN 978-3-8389-0024-7.
- Silke Anger, Anita Kottwitz: Mehr Hausarbeit, weniger Verdienst. In: Wochenbericht des DIW Berlin, Nr. 6/2009 Deutsches Institut für Wirtschaftsforschung
- Karsten Böhne: Gleiche Arbeit, weniger Geld – Der Weg zur Lohngerechtigkeit bleibt steinig. (5. März 2017) Sendung: Funkstreifzug, B5aktuell, Bayerischer Rundfunk; Der Weg zur Lohngerechtigkeit bleibt steinig
- Thomas Hinz, Hermann Gartner: Geschlechtsspezifische Lohnunterschiede in Branchen, Berufen und Betrieben. In: Zeitschrift für Soziologie. Jahrgang 34, Heft 1, 2005, S. 22–39
- Entgeltungleichheit zwischen Frauen und Männern. Einstellungen, Erfahrungen und Forderungen der Bevölkerung zum gender pay gap. Sinus Sociovision, herausgegeben durch das BMFSFJ, 2008
- Frauen in Führungspositionen. Barrieren und Brücken. Sinus Sociovision, herausgegeben durch das BMFSFJ, 2010
- Kirsten Wüst, Brigitte Burkart: Womit haben wir das verdient? – Weniger Geld bei besserer Leistung. In: WSI-Mitteilungen. Nr. 06/2010
- Gender Pension Gap. Entwicklung eines Indikators für faire Einkommensperspektiven von Frauen und Männern. Erstellt vom Fraunhofer-Institut für Angewandte Informationstechnik (FIT). BMFSFJ, 2012
- Atlas zur Gleichstellung von Frauen und Männern in Deutschland. BMFSFJ, 2013
- Gleiche Arbeit, ungleicher Lohn. Zahlen und Fakten zu Entgeltungleichheit in Deutschland und Europa. Antidiskriminierungsstelle des Bundes, 2013
- Auf dem Weg zur Gleichstellung? Statistisches Bundesamt, 2014
- Transparenz für mehr Entgeltgleichheit – Einflüsse auf den Gender Pay Gap (Berufswahl, Arbeitsmarkt, Partnerschaft, Rollenstereotype) und Perspektiven der Bevölkerung für Lohngerechtigkeit zwischen Frauen und Männern. BMFSFJ (Hrsg.), 2015
- Mitten im Leben – Wünsche und Lebenswirklichkeiten von Frauen zwischen 30 und 50 Jahren. BMFSFJ (Hrsg.), 2016
- Ulrike Richter: Alles Gender – oder was? Der Beitrag zur Gleichstellung von Frauen und Männern der Projekte der 2. Förderphase im Programm „XENOS – Integration und Vielfalt“ Deutsches Jugendinstitut, München 2014, ISBN 978-3-86379-127-8; Volltext (PDF; 263 kB).

### Schweiz
- Cathy Savioz: Equal Pay Day. Elles se sont levées pour l’égalité salariale en Suisse. 2020.